# Guido Santórsola
Guido Antonio Santórsola di Bari Bruno, né le 18 novembre 1904 à Canosa di Puglia et mort le 24 septembre 1994, est un compositeur, violoniste, chef d’orchestre et pédagogue de naissance italienne naturalisé uruguayen.

## Biographie
Guido Santórsola est né en Italie mais sa famille s’est installée à São Paulo, au Brésil, en 1909. Après avoir reçu une instruction musicale initiale de son père, Enrico, il entre  au Conservatoire dramatique  et musical de São Paulo où il étudie le violon avec Zaccaria Autuori, le contrepoint, l'harmonie et la composition avec Agostino Cantù et Lamberto Baldi.
Après avoir remporté un concours et une bourse d’étude, il étudie le violon avec Gaetano Fusella (1876-1973) à Naples et au Trinity College of Music, à Londres avec Alfred Mistowski (1872-1964).
De retour au Brésil en 1925, il fonde l'Institut musical du Brésil, et devient violoniste du Quatuor Paulista  avec l’orchestre du Théâtre municipal de Rio de Janeiro. Par la suite, il a été professeur de violon, d’alto et d’harmonie au Conservatoire  dramatique et musical de São Paulo avant de se fixer à Montevideo en 1931. 
Le maestro italien Lamberto Baldi, directeur de l'orchestre symphonique el SODRE, invite Santórsola à être premier altiste de son orchestre.  Plus tard Santórsola a fondé et dirigé les orchestres de la Société de culture artistique d'Uruguay et de l'Institut culturel Brésil-Uruguay, il  a également enseigné à l'Institut d'études supérieures de l'École normale de musique de Montevideo et à l'Université nationale de Cuyo. 
Guido Santórsola a composé un grand nombre d’œuvres (plus de 150) qui couvrent tous les genres parmi lesquelles de nombreuses compositions pour la guitare classique comme  Giga et des hymnes régionaux (pour les départements) d'Artigas, Canelones, Lavalleja et Treinta y Tres.
Son style musical est  influencé par son intérêt pour le contrepoint baroque, les musiques populaires brésiliennes et uruguayennes, et plus tardivement le sérialisme ; parmi ses œuvres :
- Romanza pour violon et piano (1926)
- Empire burlesque pour violon et piano
- Concerto pour viole, viole d'amour, avec chœur et orchestre  (1933)
- Cinq préludes pour piano (1936) et Agonie (1937) pour contralto orchestre
- Concertino pour  guitares  et orchestre (1943)
- Cantate pour Artigas (1965) avec chœur féminin  et orchestre
- Concert pour deux guitares  et orchestre
- Concert pour  deux bandonéons et orchestre
- Cinq Images Musicales, inspiré de l’Axiomes du philosophe Carlos Bernardo González Pecotche
- Fantasie pour guitare et piano,
- Symphonie pour orchestre en quatre mouvements
- et sa dernière composition  Prélude, Aria et Final.

Guido Santorsola a participé à des tournées à Rome, Madrid, Londres et Paris
et a été invité à donner des cours au Brésil, en Allemagne, Autriche, Italie, Espagne et aux États-Unis.
Guido Santórsola est mort à Montevideo le 25 septembre 1994,,.